# 恩域塔球場
恩域塔球場（Invicta Ground ），位於英格蘭倫敦普林斯迪，於1890年至1893年為英超球隊阿仙奴前身皇家阿仙奴 / 伍爾維奇兵工廠的主場。

## 簡介
球場位於普林斯迪高街（Plumstead High Street）的南方，距離前主場曼諾球場只是一街之隔。曼諾球場曾被形容為「比美化後的豬場好一點點」，因為曼諾球場並沒有看台，球迷只能站在馬車上觀戰。相比之下，恩域塔球場的設備比曼諾球場好，它為阿仙奴首個擁有正式設備的球場，有着看台、階梯看台，以及更衣室等設備。

## 歷史
當皇家阿仙奴於1890年開始使用恩域塔球場時，只有約1,000名球迷入場。但在次年，皇家阿仙奴決定轉型為職業球會，並改名為「伍爾維奇兵工廠」後，吸引了更多球迷入場。1891年3月30日，伍爾維奇兵工廠對陣赫斯的比賽，創下恩域塔球場最多球迷入場觀戰的紀錄，約有12,000人入場，但伍爾維奇兵工廠以5比1落敗。
1893年，賽會邀請伍爾維奇兵工廠加入競逐聯賽，原本會方希望繼續在恩域塔球場進行主場的賽事，但球場業主喬治·威弗維爾（George Weaver）把年租由200歐元，加價至350歐元，令球會無法負擔。伍爾維奇兵工廠只能返回曼諾球場作賽，球會透過發行股票籌錢，買下整個球場，並在1893年夏天改善球場的設施，建造了一個看台及更衣室。
球會中部份業餘球員為了表達對球隊轉為參加職業聯賽的不滿，成立了另一支球隊，名為「皇家軍械工廠」（Royal Ordnance Factories）。1894年，他們曾於恩域塔球場進行過幾場的比賽，但隨後於同年年尾離開。喬治·威弗維爾因無法找到長期租用球場的球隊，所以清拆球場，改為建造房屋。現時，在普林斯迪的赫達街（Hector Street）部份房屋的後花園裏，部份恩域塔球場的混凝土看台仍被保存下來。

## 外部連結
- Google Map 中恩域塔球場的位置 （页面存档备份，存于）